# Courier (correio expresso)

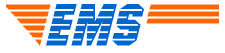
Logotipo do serviço EMS (Express Mail Service International)

Courier (do francês express courier) ou correio expresso refere-se a um serviço postal de entregas rápidas domésticas ou internacionais de correspondência ou encomendas (conforme limites legais quanto a peso, dimensões e valor). Na maioria dos países, o serviço é oferecido pelos correios. Por se tratar de um serviço especial, os couriers são geralmente bem mais caros do que os serviços normais dos correios.
EMS (Express Mail Service International) é um serviço postal expresso internacional oferecido pelos membros da administração postal filiados à União Postal Universal (UPU). Em 1998, esses administradores criaram, no âmbito da UPU,  a Cooperativa EMS com o objetivo de promover a harmonização e o desenvolvimento dos serviços postais em todo o mundo. A Cooperativa EMS é responsável pela governança dos serviços de entregas rápidas internacionais. Em janeiro de 2015, o EMS era oferecido por mais de 190 países e territórios em todos os continentes.
Um auditor independente mede o desempenho de entrega expressa dos operadores internacionais do EMS. Anualmente são concedidos prêmios (EMS Performance Awards, nas categorias Ouro, Prata, Bronze)  por desempenho aos operadores postais filiados à Cooperativa  EMS. 
Existem também grandes empresas, tais como a Chronopost, a DHL, a FedEx, a TNT, a UPS e a Aramex, que também operam o serviço de courier em todo o mundo, geralmente usando um modelo hub and spoke e cobrando tarifas mais elevadas do que o EMS.   